# Montelongo (Lobera)
Montelongo (llamada oficialmente Santa Cristina de Monte Longo) es una parroquia del municipio español de Lobera, en la provincia de Orense, Galicia.

## Toponimia
La parroquia también es conocida por el nombre de Santa Cristina de Montelongo.

## Organización territorial
La parroquia está formada por tres entidades de población:
- Nogueira
- Souto
- Vilariño

## Demografía
| Gráfica de evolución demográfica de Monte Longo entre 2000 y 2022 |
|                                                                   |
| Datos según el nomenclátor publicado por el INE.                  |